# 阿克茹特机场
阿克茹特机场是毛里塔尼亚城镇阿克茹特的一座机场。机场的第二跑道(03/21)划有中心线，但跑道上又建有建筑物。